# Miroslav Říha
Miroslav Říha (6. června 1929 – 4. listopadu 2017) byl český hokejový útočník.

## Hokejová kariéra
V československé lize hrál za CHZ Litvínov. Odehrál 3 ligové sezóny, nastoupil v 77 ligových utkáních, dal 28 gólů a měl 10 asistencí.

## Klubové statistiky
| Sezona    | Klub               | Soutěž  | Základní část | Základní část | Základní část | Základní část | Základní část |
| Sezona    | Klub               | Soutěž  | Z             | G             | A             | B             | TM            |
| --------- | ------------------ | ------- | ------------- | ------------- | ------------- | ------------- | ------------- |
| 1954/1955 | Jiskra SZ Litvínov | 3. liga | -             | 0             | -             | -             | -             |
| 1955/1956 | Jiskra SZ Litvínov | 3. liga | -             | 7             | -             | -             | -             |
| 1956/1957 | Jiskra SZ Litvínov | 2. liga | -             | 4             | -             | -             | -             |
| 1957/1958 | Jiskra SZ Litvínov | 2. liga | -             | 5             | -             | -             | -             |
| 1958/1959 | Jiskra SZ Litvínov | 2. liga | -             | 19            | -             | -             | -             |
| 1959/1960 | Jiskra SZ Litvínov | 1. liga | 22            | 14            | 2             | 16            | -             |
| 1960/1961 | Jiskra SZ Litvínov | 1. liga | 25            | 7             | 4             | 11            | -             |
| 1961/1962 | CHZ Litvínov       | 1. liga | 30            | 7             | 4             | 11            | -             |